# Þorbjörn Hornklofi
Þorbjörn Hornklofi (apodado garra de cuerno, noruego moderno: Torbjørn Hornklove) fue un escaldo y vikingo noruego del siglo X, pertenecía a la corte del rey Harald I de Noruega.
Hauksbók contiene un relato titulado Skálda saga Haralds konungs hárfagra («Saga de los escaldos de Harald») que describe una expedición a Suecia emprendida por Thorbjorn, Olvir Hnufa y Auðunn illskælda para expiar una ofensa. La historicidad de tal expedición está discutida.

## Obra
- Glymdrápa – Un drápa sobre el rey Harald. Es el más antiguo poema de alabanza (dróttkvætt) que describe las obras de un rey en vida que ha llegado hasta la actualidad.
- Hrafnsmál o Haraldskvæði – Otro poema sobre el rey Harald usando la métrica málaháttr.
- Un lausavísur conocido.